# Pultenaea stipularis
Pultenaea stipularis är en ärtväxtart som beskrevs av James Edward Smith. Pultenaea stipularis ingår i släktet Pultenaea och familjen ärtväxter. Inga underarter finns listade i Catalogue of Life.